# Kong Xue
Kong Xue (cinese: 孔雪; Jilin, 26 agosto 1991) è un'ex pattinatrice di short track cinese, vincitrice di due medaglie d'oro ai campionati mondiali di Shanghai 2012 e Montréal 2014 nella staffetta 3.000 metri.

## Palmarès

### Campionati mondiali
- Campionati mondiali

Shanghai 2012: staffetta 3.000 m;
Montréal 2014: staffetta 3.000 m;